# Клименко, Дмитрий Николаевич
Дми́трий Никола́евич Климе́нко (род. 22 августа 1969, Нежин) — российский военачальник, участник первой и второй чеченских войн, Герой Российской Федерации (21.02.2000). Начальник Ракетных войск и артиллерии Российской Федерации с октября 2023 года, генерал-лейтенант (2023).

## Биография
Родился 22 августа 1969 года в городе Нежине Черниговской области Украинской ССР. Окончил среднюю школу. 
Окончил Одесское высшее артиллерийское командное училище в 1991 году. Проходил службу в артиллерийских частях армии и флота. В 1994 году первым в Военно-Морском Флоте провёл артиллерийские стрельбы по береговым целям из самоходной артиллерийской установки, расположенной на палубе движущегося десантного корабля со стопроцентным попаданием. Принимал участие в первой чеченской войне в должности командира миномётной роты, участвовал в операциях по взятию Шали и Ведено. К октябрю 1999 года майор Дмитрий Клименко командовал дивизионом самоходных артиллерийских установок 61-й отдельной бригады морской пехоты Северного флота.
Отличился во время второй чеченской войны, где воевал на должности командира батареи. В конце октября 1999 года во время наступления в районе села Новогрозненский Клименко находился в боевых порядках пехоты вместе с группой управления батареи. Когда крупные силы сепаратистов атаковали пехотинцев под прикрытием густых зарослей, Клименко лично прибыл на атакованный участок и, развернув радиостанцию, приступил к корректировке артиллерийского огня по противнику. Когда сепаратисты приблизились к его позиции на расстояние 70 метров, Клименко продолжал подавать данные своей батарее, несмотря на то, что находился в зоне разлёта осколков своих снарядов. Потеряв от артиллерийского огня несколько десятков человек, банда была вынуждена отступить. В ходе её преследования она была практически полностью уничтожена.
Указом Президента Российской Федерации от 21 февраля 2000 года за «мужество и героизм, проявленные в ходе контртеррористической операции в Северо-Кавказском регионе» майор Дмитрий Клименко был удостоен звания Героя Российской Федерации. Тогда же ему было присвоено звание подполковника.
Продолжил службу в Вооружённых Силах Российской Федерации. Окончил Военный артиллерийский университет в 2002 году, Военную академию Генерального штаба в 2010 году. Служил начальником штаба артиллерийской бригады, в 2007 году командовал артиллерийской бригадой. В 2008 году — начальник штаба воинской части Московского военного округа. С 2011 года был заместителем начальника ракетных войск и артиллерии Западного военного округа. С 2014 года Д. Клименко служил начальником ракетных войск и артиллерии Восточного военного округа 
Участвовал в военной операции России в Сирии, был начальником ракетных войск и артиллерии группировки «Евфрат». Являлся начальником кафедры ракетных войск и артиллерии Военной академии Генерального штаба ВС РФ.
С октября 2023 года — начальник Ракетных войск и артиллерии Российской Федерации.
Также награждён орденами «За заслуги перед Отечеством» III и IV степени с мечами, Александра Невского, Мужества, медалью «За отвагу» (1995), рядом других медалей.